# سامي ريد
سامي ريد (بالإنجليزية: Sammy Reid)‏ (13 أكتوبر 1939 في المملكة المتحدة - 9 نوفمبر 2014) هو مدرب كرة قدم ولاعب كرة قدم بريطاني في مركز مهاجم داخلي. لعب مع نادي دمبرتون ونادي فالكيرك ونادي ليفربول ونادي ماذرويل ونادي كلايد وبيرويك راينجرز.

## وصلات خارجية
- سامي ريد على موقع قاعدة بيانات كرة القدم.إي يو (الإنجليزية)